# Căldărăști, Buzău
Căldărăști (în trecut, și Trandafiru) este o localitate componentă a orașului Pogoanele din județul Buzău, Muntenia, România.
Prima atestare documentară a satului datează din 1550. În registrele vigesimale ale Brașovului, un cetățean din Căldărăsti este înregistrat cu un transport în valoare de 800 aspri.
În trecut, satul purta și numele de Trandafiru de la numele unui baci care își avea târlele acolo. La sfârșitul secolului al XIX-lea, satul Căldărăști forma o comună de sine stătătoare în plasa Câmpul din județul Buzău, cu o populație de 870 de locuitori. În 2 februarie 1880, satul a fost grav afectat de un incendiu, iar locuitorii l-au reconstruit cu greu după aproape 20 de ani. În 1899 el avea însă o școală cu 47 de elevi (din care 2 fete) și o biserică. În 1925, Anuarul Socec arată cum comuna avea 1385 de locuitori.
În 1950, comuna Căldărăști a fost inclusă în raionul Pogoanele din regiunea Buzău și apoi (după 1952) în raionul Buzău din regiunea Ploiești. În 1968, comuna a fost desființată, iar satul a fost inclus în comuna Pogoanele, care a devenit oraș în 1989.